# Relic
Relic és una pel·lícula de terror psicològic australiana del 2020 dirigida per Natalie Erika James a partir d'un guió de James i Christian White. La pel·lícula és protagonitzada per Emily Mortimer, Robyn Nevin i Bella Heathcote. S'ha doblat i subtitulat al català.
Relic es va estrenar al Festival de Cinema de Sundance el 25 de gener de 2020, i es va estrenar el 3 de juliol als Estats Units a càrrec d'IFC Midnight i el 10 de juliol a Austràlia distribuïda per Stan.

## Repartiment
- Emily Mortimer com a Kay
- Robyn Nevin com a Edna
- Bella Heathcote com a Sam
- Chris Bunton com a Jamie
- Jeremy Stanford com a Alex
- Steve Rodgers com l'agent Mike Adler